# Первомайський (Салаватський район)
Первома́йський (рос. Первомайский) — село у складі Салаватського району Башкортостану, Росія. Адміністративний центр та єдиний населений пункт Первомайської сільської ради.
Населення — 395 осіб (2010; 510 в 2002).
У період 1942-2005 років село мало статус селища міського типу.